# Фертіл (Міннесота)
Фертіл (англ. Fertile) — місто (англ. city) в США, в окрузі Полк штату Міннесота. Населення — 804 особи (2020).

## Географія
Фертіл розташований за координатами 47°31′54″ пн. ш. 96°16′58″ зх. д. / 47.53167° пн. ш. 96.28278° зх. д. (47.531560, -96.282863).  За даними Бюро перепису населення США в 2010 році місто мало площу 5,52 км², уся площа — суходіл.

## Демографія
Згідно з переписом 2010 року, у місті мешкали 842 особи в 372 домогосподарствах у складі 211 родини. Густота населення становила 153 особи/км².  Було 428 помешкань (78/км²).
Расовий склад населення:
| - 97,1 % — білих - 0,5 % — корінних американців - 0,4 % — чорних або афроамериканців - 0,4 % — азіатів |

До двох чи більше рас належало 1,3 %. Частка іспаномовних становила 1,3 % від усіх жителів.
За віковим діапазоном населення розподілялося таким чином: 23,0 % — особи молодші 18 років, 49,8 % — особи у віці 18—64 років, 27,2 % — особи у віці 65 років та старші. Медіана віку мешканця становила 44,1 року. На 100 осіб жіночої статі у місті припадало 86,7 чоловіків;  на 100 жінок у віці від 18 років та старших — 83,6 чоловіків також старших 18 років.
Середній дохід на одне домашнє господарство  становив 52 874 долари США (медіана — 36 648), а середній дохід на одну сім'ю — 64 456 доларів (медіана — 57 143). Медіана доходів становила 42 708 доларів для чоловіків та 31 250 доларів для жінок. За межею бідності перебувало 16,1 % осіб, у тому числі 21,8 % дітей у віці до 18 років та 16,5 % осіб у віці 65 років та старших.
Цивільне працевлаштоване населення становило 409 осіб. Основні галузі зайнятості: освіта, охорона здоров'я та соціальна допомога — 25,9 %, роздрібна торгівля — 17,4 %, транспорт — 7,8 %, виробництво — 7,8 %.